# Quire
O Quire é um software de gerenciamento de projetos (português brasileiro) ou gestão de projetos (português europeu) desenvolvido pela Potix Corporation. Disponível em navegadores web e aplicativos móveis (português brasileiro) ou aplicações móveis (português europeu) , o Quire visa ajudar pequenas equipes (português brasileiro) ou equipas (português europeu) a colaborar, gerenciar (português brasileiro) ou gerir (português europeu) e rastrear seu trabalho em diferentes dispositivos. Diferente de outro software de gerenciamento de projeto tradicional, os recursos principais do Quire incluem uma lista de tarefas hierárquica infinita que ajuda os usuários (português brasileiro) ou utilizadores (português europeu) a dividir os projetos em tarefas realizáveis e visualizar o trabalho de uma forma mais ordenada. Outros recursos incluem quadro Kanban, Cronograma, lembretes, Peekaboo (soneca), pastas inteligentes, filtros e classificações, etc.

## História
A Potix Corporation foi fundada em 2007. O ZK foi apresentado como o principal produto da empresa - uma estrutura de desenvolvimento Ajax de código aberto, que foi baixada (português brasileiro) ou descarregada (português europeu) mais de 1.5 milhões de vezes. Mais tarde em 2014, O Quire foi o primeiro software de gerenciamento de projeto desenvolvido pela Potix Corporation.
O Quire conquistou meio milhão de usuários e atualmente é usado por centenas de milhares de equipes em todo o mundo. Entre as equipes de usuários do Quire incluem-se vários setores, desde o comércio eletrônico ou comércio global, educação, construção, contabilidade, manufatura, etc.
- Em agosto de 2014, o Quire foi lançado e disponibilizado para todos os usuários
- Em 2015, lançou a versão alemã.
- Em 2016, foi introduzido o aplicativo móvel Quire iOS, ficando disponível para download pelos usuários.[7]
- Em 2018, o Quire adicionou o quadro Kanban[8] e foi lançada a versão em português europeu e do Brasil.
- Em 2018, foi lançado o aplicativo móvel Quire para Android.
- Em 2019, foram lançadas as versões em francês, espanhol e japonês.
- Em 2020, foram introduzidas as versões em italiano, turco e russo.
- Em 2021, o Quire adicionou o recurso de Cronograma, com um estilo Gantt.[3]

## Arquitetura
O Quire usa a mais recente linguagem de programação Dart do Google tanto para o servidor como para o cliente. Também foi construído usando bibliotecas tais como Rikulo Stream, DQuery, Bootjack e PostgreSQL .
O Quire usa a nova estrutura de desenvolvimento móvel de código aberto do Google, o Flutter, para construir seus aplicativos móveis. Em abril de 2018, os aplicativos móveis oficiais do Quire foram lançados para dispositivos iOS e Android.

## Outros softwares semelhantes
- Asana
- Basecamp
- Trello